# Сан-Марино на зимових Олімпійських іграх 1984
Сан-Марино брало участь у Зимових Олімпійських іграх 1984 року у Сараєво (Югославія), але не завоювала жодної медалі. Країну представляли 3 спортсмени у двох видах спорту.

## Результати змагань

### Гірськолижний спорт
Чоловіки
| Спортсмен          | Змагання           | Спуск 1 | Спуск 1 | Спуск 2 | Спуск 2 | Всього  | Всього |
| Спортсмен          | Змагання           | Час     | Час     | Час     | Час     | Час     | Час    |
| ------------------ | ------------------ | ------- | ------- | ------- | ------- | ------- | ------ |
| Крістіан Болліні   | Гігантський слалом | DNF     | —       | —       | —       | DNF     | —      |
| Франческо Карделлі | Гігантський слалом | 1:49.00 | 69      | DNF     | —       | DNF     | —      |
| Крістіан Болліні   | Слалом             | 1:23.50 | 62      | 1:16.54 | 41      | 2:40.04 | 43     |
| Франческо Карделлі | Слалом             | 1:17.67 | 59      | 1:16.06 | 40      | 2:33.73 | 40     |

## Лижні перегони
Чоловіки
| Змагання | Спортсмен          | Спуск     | Спуск |
| Змагання | Спортсмен          | Час       | Час   |
| -------- | ------------------ | --------- | ----- |
| 15 км    | Андреа Саммарітані | 1'03:05.3 | 82    |
| 30 км    | Андреа Саммарітані | 2'26:55.9 | 69    |